# Abu Hamad
Abu Hamad è una cittadina nel Sudan sulla riva destra del Nilo distante 500 km circa col treno da Khartoum.
Essa è ubicata proprio nel centro della grande piega ad esse del fiume Nilo.
Da questa cittadina parte una ferrovia che, attraversando il Deserto di Nubia, la collega alla città di Wadi Halfa.
Un altro spezzone di ferrovia lungo 210 km circa, la collega alla città di Karima situata nella Dongola mudiriana.
Il nome della città deriva da uno sceicco che è stato seppellito proprio qui e che è detto che protegga i viaggiatori che passino da queste parti.